# ژوان یادو
ژوان یادو (کاتالونیایی: Juan Lladó؛ ۱۹۱۸ – ۱۹۵۶) نویسنده، فیلم‌نامه‌نویس و کارگردان فیلم اهل اسپانیا بود.
از فیلم‌ها یا مجموعه‌های تلویزیونی که وی در آن‌ها نقش داشته است، می‌توان به یک گلوله کافی است اشاره نمود.